# Parlament Curaçaa
Parlament Curaçaoa (niz. Staten van Curaçao, pap. Parlamento di Kòrsou, španj. Parlamento de Curazao), jednodomni parlament Curaçaa. Ima 21 člana koji se na općim izborima biraju svake četiri godine. Prvi saziv parlamenta bio je 10. listopada 2010., na dan kad su raspušteni Nizozemski Antili te time i Parlament Nizozemskih Antila. 
Prvi saziv je sastavljen prema rezultatima parlamentarnih izbora održanih 27. kolovoza 2010.
Prvi predsjednik parlamenta postao je Ivar Asjes (Pueblo Soberano), a dopredsjednik je postao Amerigo Thodé iz Movementu Futuro Korsou.

## Predsjednici parlamenta
| Predsjednik                           | Dopredsjednik        | Razdoblje     |
| ------------------------------------- | -------------------- | ------------- |
| Ivar Asjes (PS)                       | Amerigó Thodé (MFK)  | 2010. – 2012. |
| Dean Rozier (Independent, former MFK) | Anthony Godett (FOL) | 2012.         |
| Amerigó Thodé (MFK)                   | Jaime Cordoba (PS)   | 2012.         |
| Marcolino Franco (PAIS)               | Jaime Cordoba (PS)   | 2012.–        |

## Vanjske poveznice
- Službene stranice